# 佩雷姆河
佩雷姆河是俄羅斯的河流，位於斯維爾德洛夫斯克州北部，屬於塔夫達河的支流，河道全長707公里，流域面域15,200平方公里，發源自烏拉山脈東麓，流經西西伯利亞平原，河流在10月至4月結冰。	